# Feingestreifter Laufkäfer

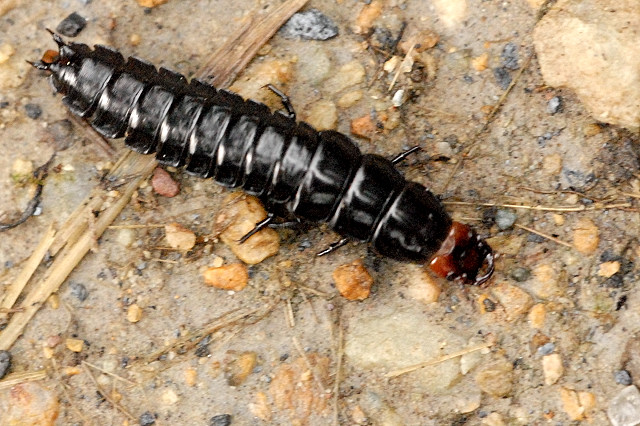
Larve des Feingestreiften Laufkäfers

Der Feingestreifte Laufkäfer (Carabus monilis) ist ein Käfer aus der Familie der Laufkäfer (Carabidae).

## Merkmale
Die Käfer haben eine Körperlänge von 17 bis 32 Millimetern. Ihr schwach gewölbter Körper ist sehr variabel bronzefarben, grün oder blau gefärbt. Die Fühler und Beine sind bei den meisten Individuen schwarz, nur bei der Gebirgsform sind die Schenkel (Femora) rot gefärbt. Die Deckflügel tragen zwei auffällige Kettenstreifen, zwischen denen drei deutlich ausgebildete Sekundärstreifen liegen, die auch an der Spitze nicht durch Punkte unterbrochen sind. Tertiärstreifen sind nur undeutlich und häufig fast nicht zu erkennen. Dies unterscheidet die Art vom ähnlichen Gleichgestreiften Laufkäfer (Carabus scheidleri), der keine Kettenstreifen trägt. Außerdem ist dessen Halsschild schmaler und basal deutlicher herzförmig verengt. Die blaue Farbvariante kann mit dem Blauvioletten Waldlaufkäfer (Carabus problematicus) verwechselt werden.

## Vorkommen und Lebensraum
Die Art ist in West-, dem westlichen Mittel- und Nordeuropa bis in den Süden Norwegens sowie auf den Britischen Inseln und Irland verbreitet. Sie besiedelt Wiesen, Felder, feuchte Wälder und Flussauen, aber auch Gärten vom Flachland bis ins Gebirge in Höhen von etwa 2500 Meter. Die Art tritt stellenweise häufig auf. Ihr Verbreitungsareal ist durch eine breite Lücke von dem des ähnlichen Gleichgestreiften Laufkäfers getrennt, der weiter östlich vorkommt.

## Lebensweise
Die Käfer treten von Juni bis August auf. Sie sind nachtaktiv und ernähren sich räuberisch von Insekten, aber auch von frischem Aas. Die Larven überwintern.

## Belege